# Independiente del Valle
El Club Deportivo Independiente del Valle, más conocido como Independiente del Valle, es un club deportivo ecuatoriano de la ciudad de Sangolquí, fundado el 1 de marzo de 1958  con el nombre de Club Deportivo Independiente, por José Terán; no obstante, tras el fallecimiento de su fundador en 1978, el club cambió su nombre por Independiente José Terán, denominación que mantuvo hasta 2009, cuando tomaría su nombre actual. Su principal disciplina es el fútbol, su plantel masculino participa en la Serie A de Ecuador, mientras el plantel femenino compite en la Superliga Femenina de Ecuador.
El equipo recibe el apodo de «El Negriazul», por su característico uniforme de rayas negras y azules, razón por la que también son llamados «Los rayados del valle», sobrenombre que también hace alusión al valle de Los Chillos, de donde es oriundo el club. A nivel internacional se ha ganado el mote de «El Matagigantes» debido a que en su trayectoria, ha logrado vencer a varios de los clubes más grandes y tradicionales de Sudamérica. Además, es reconocido en el fútbol ecuatoriano por ser un club de cantera y trabajar en la formación de jóvenes futbolistas, siendo esta la principal fuente de abastecimiento de jugadores para el primer equipo y la selección. 
El club debutó en la Serie A ecuatoriana en 2010, torneo en el que consiguió su primer campeonato en 2021. En su palmarés nacional, también cuenta con los títulos de la Copa Ecuador 2022 y la Supercopa de Ecuador 2023. 
A nivel internacional, posee dos títulos de Copa Sudamericana, ganadas en el 2019 y 2022 y una Recopa Sudamericana conseguida en la edición de 2023; además, fue subcampeón de la Copa Libertadores 2016 y de la Recopa Sudamericana 2020. Cuenta también con varios títulos de las divisiones juveniles.
Es uno de los pocos clubes ecuatorianos con estadio propio; es así que desde 2021, ejerce de local en el estadio Banco Guayaquil. El escenario deportivo, localizado en la parroquia de Amaguaña (Distrito Metropolitano de Quito), tiene una capacidad de 12.575 personas. Su sede deportiva, el Centro de Alto Rendimiento Independiente del Valle, se encuentra junto al estadio.

## Historia

### El origen (1958-1978)
Fue fundado el 1 de marzo de 1958 por José «Pepe» Terán, conserje del Ilustre Municipio del Cantón Rumiñahui y zapatero, junto con un grupo de amigos conformado por carpinteros, sastres y zapateros. Los colores y escudo originales estaban inspirados en el Independiente de Argentina, ya que Terán se había aficionado al club al ser un lector de la revista El Gráfico. Terán se convertiría en el primer presidente del club, además de jugador y capitán del equipo, siendo seleccionado varias veces por la liga cantonal. Soñaba con que algún día el Club Deportivo Independiente, denominado así en ese entonces, sería un grande. Lamentablemente, en 1975, fallecería debido a una peritonitis, y en su honor sus amigos cambiarían el nombre del club a Independiente José Terán en 1977. Finalmente, en 1978, lograría ascender a la Segunda Categoría de Pichincha.

### Entre el profesionalismo y el amateurismo (1979-2006)
Duró 7 años ininterrumpidos desde su debut en 1979 hasta su descenso a la Copa Pichincha en 1985. Independiente volvió al fútbol profesional en 1996, luego de conseguir por segunda ocasión el ascenso a la Segunda Categoría de Pichincha en 1995. 

### Época dorada (2007-actualidad)

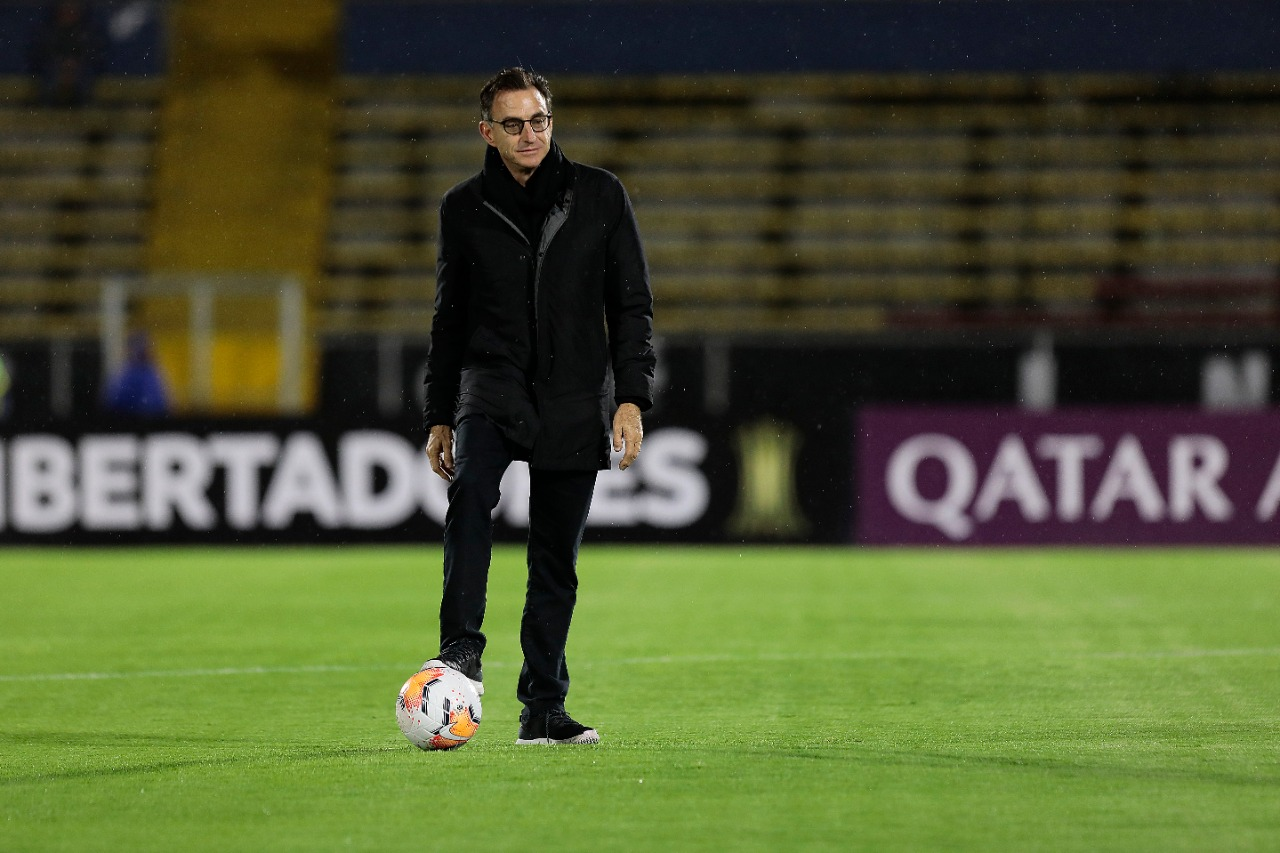
Michel Deller, máximo dirigente de Independiente del Valle.

Debido a las dificultades de mantener al club en Segunda Categoría, el empresario Michel Deller se haría cargo de la institución y consiguió el ascenso a la Serie B luego de quedar campeón en el Campeonato Ecuatoriano Segunda Categoría 2007. Solo tuvieron que pasar dos años para que el club finalmente lograra su ascenso a la Serie A luego de quedar campeón en el Campeonato Ecuatoriano Serie B 2009.
El 16 de julio de 2014, el Ministerio del Deporte aprobó que el conjunto de Sangolquí se llamara oficialmente Club Especializado de Alto Rendimiento Independiente del Valle mediante acuerdo ministerial #3265. El 29 de julio, en la última sesión de la Federación Ecuatoriana de Fútbol, el Comité Ejecutivo procedió a notificar el cambio de nombre de la institución. 

#### Finalista de la Copa Libertadores 2016
En el año 2016, el club consigue uno de los mayores logros de toda su historia, al convertirse en subcampeón del torneo más importante del fútbol sudamericano, la Copa Libertadores de América.
Jugó la primera fase del torneo contra el Guaraní de Paraguay, consiguiendo su paso a la fase de grupos luego de ganar en casa por 1-0 y caer derrotado 1-2 en Paraguay, partido en el cual el club paraguayo falló un penal en el último minuto de juego.
Formó parte del grupo 5 junto al Atlético Mineiro de Brasil, el Colo-Colo de Chile y el Melgar de Perú. Independiente consiguió clasificar en segundo lugar con 11 puntos, tras el equipo brasileño, luego de empatar sin goles en Santiago de Chile contra Colo-Colo en un partido dramático, pues el balón impactó en los parantes y el travesaño en al menos 3 ocasiones.
En octavos de final, su rival fue el campeón de la edición 2015 de la Copa Libertadores, el River Plate de Argentina. El 28 de abril de 2016, en el Estadio Olímpico Atahualpa de Quito, se enfrentaron en el partido de ida, consiguiendo el conjunto ecuatoriano una victoria de 2-0 sobre River Plate. El partido de vuelta se jugó el 4 de mayo de 2016 en el Estadio Monumental Antonio Vespucio Liberti de Buenos Aires, terminando el marcador con un 0-1 a favor del equipo argentino, con una destacada actuación del portero Librado Azcona, lo que derivó en la clasificación del Independiente del Valle a cuartos de final de la competición.
En cuartos de final, se enfrentó a Pumas de la UNAM de México, ganando en la ida 2-1; mientras que en la vuelta luego de ir perdiendo 2-0 casi todo el partido, un gol salvador de Junior Sornoza extendió el partido a la fase de penales. Independiente del Valle ganaría 5 a 3 en la tanda de penales, clasificando a semifinales de la Copa Libertadores.

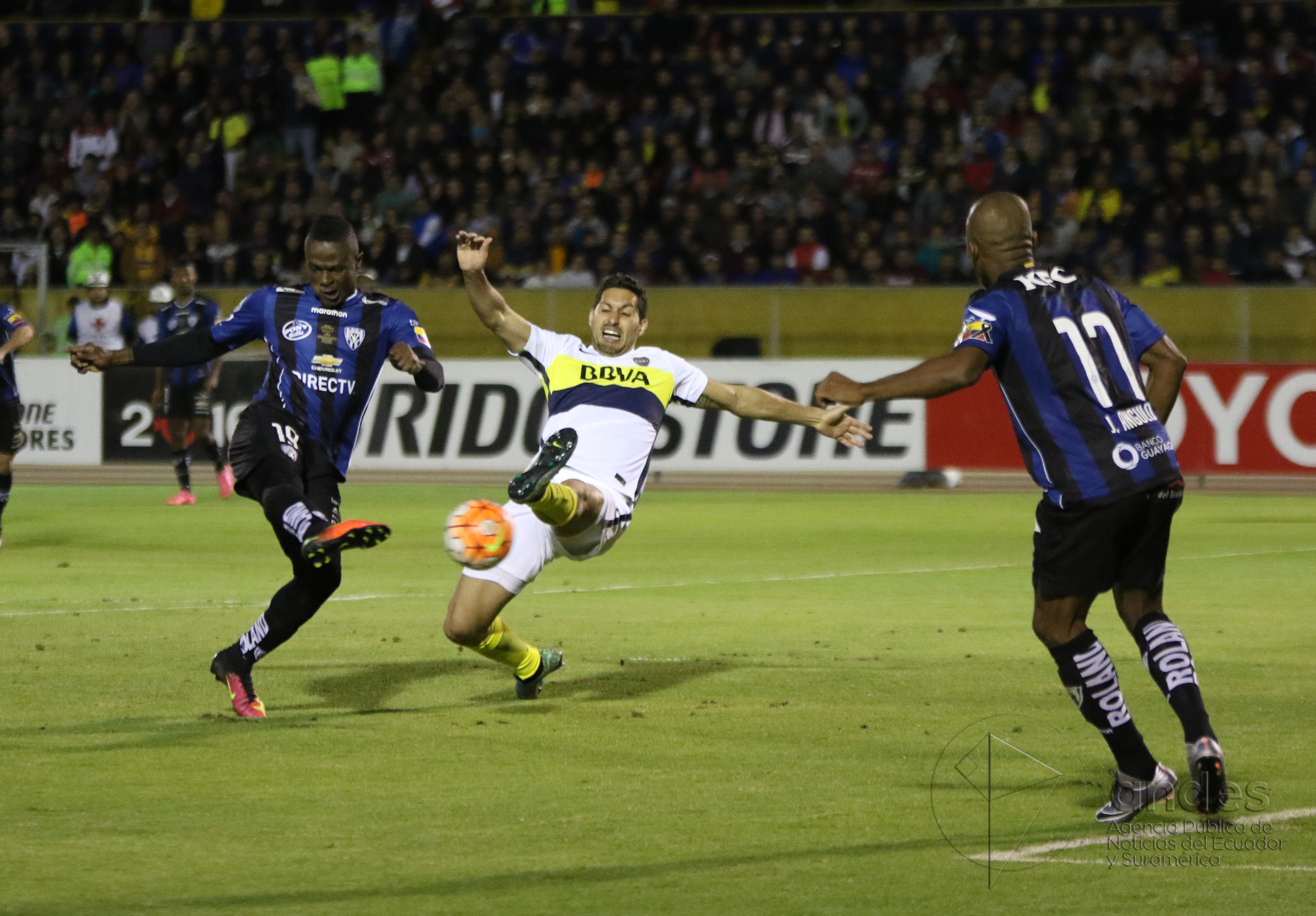
Independiente del Valle enfrentando a Boca Juniors en el Olímpico Atahualpa por las semifinales de la Copa Libertadores.

En la semifinal, se enfrentó a Boca Juniors de Argentina, a quién le ganó 2-1 de local; mientras que en el Estadio Alberto J. Armando más conocido como la Bombonera de Buenos Aires lo venció 3-2. De esta manera, Independiente del Valle se convirtió en el primer equipo en eliminar en una misma edición de Copa Libertadores tanto a River Plate como a Boca Juniors, además de ser el primer equipo ecuatoriano en ganar en dicho escenario deportivo.
Disputó la final con Atlético Nacional de Colombia; en donde empató 1-1 como local en el Estadio Olímpico Atahualpa con gol de Arturo Mina en los minutos finales. Y perdió 1-0 como visitante en el Estadio Atanasio Girardot en Medellín. Al final, terminó convirtiéndose en subcampeón de la Copa Libertadores 2016.
Independiente del Valle decidió donar la totalidad de la taquilla conseguida en todas las fases finales de la Copa Libertadores 2016 a los damnificados del terremoto que afectó la zona costera del Ecuador el 16 de abril de 2016.

#### Campeón de la Copa Sudamericana 2019
En su camino a la definición del torneo, los rayados del valle derrotaron al Club Atlético Unión por penales en la primera fase. En la siguiente instancia, le ganaron a la Universidad Católica de Chile y así accedieron a los octavos de final del certamen, donde eliminaron al  Caracas FC venezolano. En cuartos de final, vencieron al Club Atlético Independiente argentino. En semifinales dejaron afuera al Corinthians brasileño. La final, frente al Club Atlético Colón (Santa Fe) de Argentina, se disputó a partido único el 9 de noviembre de 2019 en Asunción (Paraguay) y fue momentáneamente suspendido por una intensa lluvia. Tras la reanudación, el conjunto ecuatoriano se impuso 3-1, con goles de Luis Fernando León, Jhon Jairo Sánchez y Cristian Dájome. De esta manera, Independiente del Valle logró su primer título internacional. Cabe recalcar que en diez años el proyecto deportivo ha rendido frutos de buen carácter. Además, quedó clasificado para la Copa Suruga Bank 2020, a desarrollarse en Japón, y también quedó clasificado para la renovada Copa Mundial de Clubes de la FIFA, a realizarse voluntariamente en China.

#### Campeón de la Serie A 2021
Tras conseguir ganar la segunda etapa, Independiente del Valle enfrentó al Club Sport Emelec, ganador de la primera etapa, en una final de ida y vuelta. El partido de ida se jugó en el estadio Banco Guayaquil con un resultado de 3-1 a favor del cuadro rayado. El partido de vuelta, que se jugó en el estadio Capwell, terminó con un empate 1-1, con un resultado de 4-2 en el global a favor del cuadro de Sangolquí.

#### Campeón de la Copa Sudamericana 2022
Independiente del Valle, tras quedar tercero en su grupo de Copa Libertadores, es transferido a la Copa Sudamericana y accede directamente a los octavos de final en donde se enfrenta a Club Atlético Lanús. En el partido de ida en Quito, Independiente del Valle ganó el partido 2-1 con un gol en la recta final del partido de Jaime Ayoví. La vuelta en Argentina terminó con un 0-0 que dio el paso al equipo ecuatoriano.
Ya en cuartos, el rival de vencer sería Deportivo Táchira Fútbol Club, equipo venezolano que venía de vencer en los penales a Santos Futebol Clube. La ida en Venezuela la ganó Independiente del Valle 1-0 con un gol tempranero de Marco Angulo, el equipo venezolano pudo empatarlo al final pero su gol fue anulado por fuera de juego. En Quito,  Deportivo Táchira Fútbol Club se adelantaría en el marcador, sin embargo, Independiente del Valle le daría la vuelta y ganaría 4-1. En semifinales, se enfrentaría de Foot Ball Club Melgar, ambos partidos los ganaría Independiente del Valle por el mismo marcador 3-0.
En la final, se enfrentaron a São Paulo Futebol Clube en el estadio Mario Alberto Kempes el 1 de octubre. En el partido Independiente del Valle anotaría primero al minuto 13 con un gol de Lautaro Díaz, asistido por Lorenzo Faravelli. São Paulo Futebol Clube tuvo serías oportunidades de empatarlo pero no lograba concretar. Fue al minuto 67 que el equipo ecuatoriano volví a marcar, esta vez por una jugada colectiva en que Lautaro Díaz asistió a Lorenzo Faravelli quien anotó bajo por la derecha. De ahí en más, el marcador no se movería e Independiente del Valle se convertiría en bicampeón de la Copa Sudamericana.

#### Campeón de la Copa Ecuador 2022
Clasificó al cuadrangular final, donde enfrentó en un todos contra todos a los equipos de 9 de Octubre, El Nacional y Mushuc Runa; quedando primero en la tabla para disputar la final única contra el segundo lugar de la tabla 9 de Octubre, quedando campeón con el resultado favorable de 3 a 1.
Campeón de la Recopa Sudamericana 2023
Al resultar campeón de la Copa Sudamericana 2022, el equipo se enfrentó contra Flamengo, quien fuera el ganador de la Copa Libertadores 2022 por la Recopa Sudamericana 2023 en partidos de ida y vuelta. 
En el cotejo de ida, el equipo ecuatoriano se impuso 1-0, con gol del jugador argentino Mateo Carabajal. 
En la vuelta, el partido lo ganó Flamengo 1-0, con gol del uruguayo Giorgian de Arrascaeta en los últimos segundos del tiempo añadido en el segundo tiempo. Dicho resultado, provocó tiempo suplementario, en el que ninguno de los dos equipos logró romper el empate. El partido se decidió en los penales, a favor de los rayados con un marcador global de Independiente del Valle 1-1 Flamengo (5-4) en la definición por penales respectivamente.
De esta forma, el equipo de Sangolquí logró su tercer título internacional. 

## Simbología

### Escudo
Originalmente el diseño era parecido al de Independiente de Avellaneda. Posteriormente se introdujo el negro y azul hasta el color monocromático de la actualidad.
|             |             |             |             |             |             |
| (1977-2008) | (2008-2010) | (2010-2015) | (2015-2019) | (2019-2021) | (2021-2022) |
|             |             |             |             |             |             |
| (2022-2023) | (2023-Act)  |             |             |             |             |

### Canción
Ha sido representado por los grupos musicales La Vagancia y el Guanaco y en 2022 por Alhí.

## Uniforme
- Uniforme titular: Camiseta negra con detalles azul marino, pantalón negro y medias negras.
- Uniforme alterno: Camiseta rosa con detalles rosa oscuro, pantalón blanco y medias blancas.

### Evolución del uniforme titular
| 1960-2006 | 2007 | 2008 | 2009 | 2010 | 2011 | 2012 | 2013 | 2014 | 2015 |

| 2016 | 2017 | 2018 | 2019 | 2020 | 2021 | 2022 | 2023 | 2024 |

### Evolución del uniforme alterno
| 1960-2006 | 2007 | 2008 | 2009 | 2010 | 2011 | 2012 | 2013 | 2014 | 2015 |

| 2016 | 2017 | 2018 | 2019 | 2020 | 2021 | 2022 | 2023 | 2024 |

### Evolución del tercer uniforme
| 2021 | 2022 | 2023 | 2024 |

### Auspiciantes
| Indumentaria  |           |
| Período       | Proveedor |
| 2007-2009     |           |
| 2010-presente |           |

| Patrocinador  |                      |
| Período       | Patrocinador oficial |
| 2007          | KFC                  |
| 2008          | Pilsener             |
| 2009          | Tesalia Sport        |
| 2010          | Herbalife            |
| 2011-2020     | DirecTV              |
| 2021-presente | Banco Guayaquil      |

## Infraestructura

### Estadio
El estadio Banco Guayaquil, de propiedad privada, es el estadio donde juega de local Independiente del Valle. Fue inaugurado el 20 de marzo de 2021 y posee una capacidad de 12 000 personas reglamentariamente. Se encuentra ubicado en la ciudad de Quito en la parroquia Amaguaña.

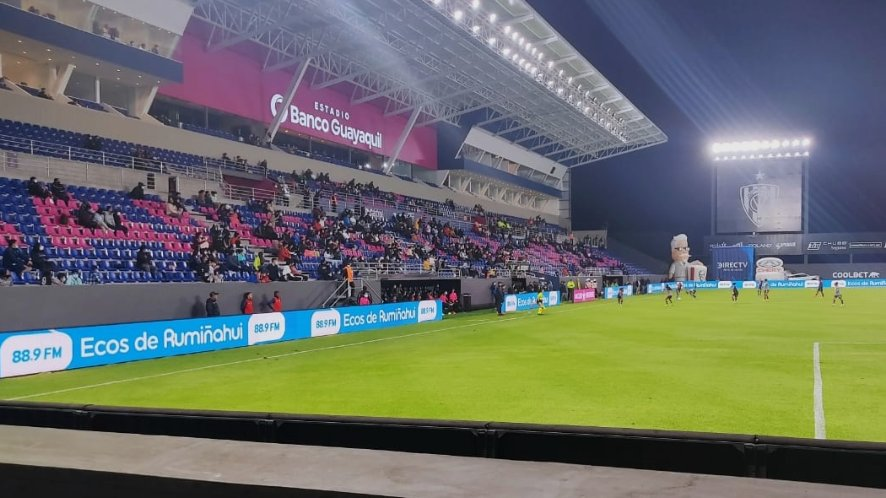
Estadio Banco Guayaquil, recinto donde juega de local el Independiente del Valle.

Anteriormente para los partidos de local se utilizaba el estadio Olímpico Atahualpa ubicado en la ciudad de Quito, el cual es propiedad de la Concentración Deportiva de Pichincha en conjunto con la Asociación de Fútbol No Amateur de Pichincha y en el que ejercen como local El Nacional, Universidad Católica y Cumbayá de la Serie A, así como América de Quito y Cuniburo de la Serie B.

### Instalaciones
El centro de entrenamientos de la institución se encuentra ubicado en la ciudad de Sangolquí y cuenta con siete canchas reglamentarias de fútbol, habitaciones para hospedar a sus jugadores, comedor, parqueadero, gimnasio, piscina cubierta, sedes administrativas, entre otros lugares de utilidad para el equipo principal y las divisiones menores.

## Datos del club
- Puesto histórico: 13.º (12.º, según la RSSSF)[23]
- Temporadas en Serie A: 16 (2010-presente).[24]
- Temporadas en Serie B: 2 (2008-2009).[24]
- Temporadas en Segunda Categoría: 19 (1979-1985, 1996-2007).
- Mejor puesto en la liga: 1.º (2021).
- Peor puesto en la liga: 10.º (2010 y 2011).
- Mayor goleada a favor en torneos nacionales:
  - 7-0 contra Macará (24 de noviembre de 2024).[25]
  - 6-0 contra Olmedo (5 de julio de 2014).[26]
  - 6-0 contra Fuerza Amarilla (22 de octubre de 2017).[27]
- Mayor goleada a favor en torneos internacionales:
  - 5-0 contra Universidad Católica de Chile (26 de mayo de 2019) (Conmebol Sudamericana 2019).[28]
  - 5-0 contra Flamengo de Brasil (17 de septiembre de 2020) (Conmebol Libertadores 2020).[29]
- Mayor goleada en contra en torneos nacionales:
  - 6-1 contra Deportivo Quito (5 de marzo de 2011).[30]
- Mayor goleada en contra en torneos internacionales:
  - 5-0 contra Palmeiras de Brasil (27 de abril de 2021) (Conmebol Libertadores 2021).[31]
  - 6-2 contra River Plate de Argentina (15 de mayo de 2025) (Conmebol Libertadores 2025).[32]

- Máximo goleador histórico: Junior Sornoza (95 goles anotados en partidos oficiales).
- Máximo goleador en torneos nacionales: Junior Sornoza (76 goles).
- Máximo goleador en torneos internacionales: Junior Sornoza (19 goles).
- Primer partido en torneos nacionales:
  - Independiente del Valle 1-0 Manta (6 de febrero de 2010 en el Estadio Municipal General Rumiñahui).[33]
- Primer partido en torneos internacionales:
  - Independiente del Valle 0-0 Deportivo Anzoátegui (8 de agosto de 2013 en el Estadio Municipal General Rumiñahui) (Copa Sudamericana 2013).[34]
- Equipo filial: Club Deportivo Independiente Juniors.

### Participaciones internacionales
| Competición                      | Edición                                                           |
| -------------------------------- | ----------------------------------------------------------------- |
| Conmebol Libertadores (11)       | 2014, 2015, 2016, 2017, 2018, 2020, 2021, 2022, 2023, 2024, 2025. |
| Conmebol Sudamericana (6)        | 2013, 2014, 2019, 2021, 2022, 2024.                               |
| Conmebol Recopa Sudamericana (2) | 2020, 2023.                                                       |
| UEFA-CONMEBOL Club Challenge (1) | 2023.                                                             |

Nota: En negrita las competiciones ganadas.
| Conmebol Libertadores             | Conmebol Libertadores | Conmebol Libertadores | Conmebol Libertadores | Conmebol Libertadores | Conmebol Libertadores | Conmebol Libertadores | Conmebol Libertadores | Conmebol Libertadores               |
| Edición                           | Ronda                 | PJ                    | PG                    | PE                    | PP                    | GF                    | GC                    | Goleador                            |
| --------------------------------- | --------------------- | --------------------- | --------------------- | --------------------- | --------------------- | --------------------- | --------------------- | ----------------------------------- |
| Copa de Campeones de América 1960 | Ecuador no participó  | Ecuador no participó  | Ecuador no participó  | Ecuador no participó  | Ecuador no participó  | Ecuador no participó  | Ecuador no participó  | Ecuador no participó                |
| Copa de Campeones de América 1961 | No se clasificó       | No se clasificó       | No se clasificó       | No se clasificó       | No se clasificó       | No se clasificó       | No se clasificó       | No se clasificó                     |
| Copa de Campeones de América 1962 | No se clasificó       | No se clasificó       | No se clasificó       | No se clasificó       | No se clasificó       | No se clasificó       | No se clasificó       | No se clasificó                     |
| Copa de Campeones de América 1963 | No se clasificó       | No se clasificó       | No se clasificó       | No se clasificó       | No se clasificó       | No se clasificó       | No se clasificó       | No se clasificó                     |
| Copa de Campeones de América 1964 | No se clasificó       | No se clasificó       | No se clasificó       | No se clasificó       | No se clasificó       | No se clasificó       | No se clasificó       | No se clasificó                     |
| Copa Libertadores 1965            | No se clasificó       | No se clasificó       | No se clasificó       | No se clasificó       | No se clasificó       | No se clasificó       | No se clasificó       | No se clasificó                     |
| Copa Libertadores 1966            | No se clasificó       | No se clasificó       | No se clasificó       | No se clasificó       | No se clasificó       | No se clasificó       | No se clasificó       | No se clasificó                     |
| Copa Libertadores 1967            | No se clasificó       | No se clasificó       | No se clasificó       | No se clasificó       | No se clasificó       | No se clasificó       | No se clasificó       | No se clasificó                     |
| Copa Libertadores 1968            | No se clasificó       | No se clasificó       | No se clasificó       | No se clasificó       | No se clasificó       | No se clasificó       | No se clasificó       | No se clasificó                     |
| Copa Libertadores 1969            | No se clasificó       | No se clasificó       | No se clasificó       | No se clasificó       | No se clasificó       | No se clasificó       | No se clasificó       | No se clasificó                     |
| Copa Libertadores 1970            | No se clasificó       | No se clasificó       | No se clasificó       | No se clasificó       | No se clasificó       | No se clasificó       | No se clasificó       | No se clasificó                     |
| Copa Libertadores 1971            | No se clasificó       | No se clasificó       | No se clasificó       | No se clasificó       | No se clasificó       | No se clasificó       | No se clasificó       | No se clasificó                     |
| Copa Libertadores 1972            | No se clasificó       | No se clasificó       | No se clasificó       | No se clasificó       | No se clasificó       | No se clasificó       | No se clasificó       | No se clasificó                     |
| Copa Libertadores 1973            | No se clasificó       | No se clasificó       | No se clasificó       | No se clasificó       | No se clasificó       | No se clasificó       | No se clasificó       | No se clasificó                     |
| Copa Libertadores 1974            | No se clasificó       | No se clasificó       | No se clasificó       | No se clasificó       | No se clasificó       | No se clasificó       | No se clasificó       | No se clasificó                     |
| Copa Libertadores 1975            | No se clasificó       | No se clasificó       | No se clasificó       | No se clasificó       | No se clasificó       | No se clasificó       | No se clasificó       | No se clasificó                     |
| Copa Libertadores 1976            | No se clasificó       | No se clasificó       | No se clasificó       | No se clasificó       | No se clasificó       | No se clasificó       | No se clasificó       | No se clasificó                     |
| Copa Libertadores 1977            | No se clasificó       | No se clasificó       | No se clasificó       | No se clasificó       | No se clasificó       | No se clasificó       | No se clasificó       | No se clasificó                     |
| Copa Libertadores 1978            | No se clasificó       | No se clasificó       | No se clasificó       | No se clasificó       | No se clasificó       | No se clasificó       | No se clasificó       | No se clasificó                     |
| Copa Libertadores 1979            | No se clasificó       | No se clasificó       | No se clasificó       | No se clasificó       | No se clasificó       | No se clasificó       | No se clasificó       | No se clasificó                     |
| Copa Libertadores 1980            | No se clasificó       | No se clasificó       | No se clasificó       | No se clasificó       | No se clasificó       | No se clasificó       | No se clasificó       | No se clasificó                     |
| Copa Libertadores 1981            | No se clasificó       | No se clasificó       | No se clasificó       | No se clasificó       | No se clasificó       | No se clasificó       | No se clasificó       | No se clasificó                     |
| Copa Libertadores 1982            | No se clasificó       | No se clasificó       | No se clasificó       | No se clasificó       | No se clasificó       | No se clasificó       | No se clasificó       | No se clasificó                     |
| Copa Libertadores 1983            | No se clasificó       | No se clasificó       | No se clasificó       | No se clasificó       | No se clasificó       | No se clasificó       | No se clasificó       | No se clasificó                     |
| Copa Libertadores 1984            | No se clasificó       | No se clasificó       | No se clasificó       | No se clasificó       | No se clasificó       | No se clasificó       | No se clasificó       | No se clasificó                     |
| Copa Libertadores 1985            | No se clasificó       | No se clasificó       | No se clasificó       | No se clasificó       | No se clasificó       | No se clasificó       | No se clasificó       | No se clasificó                     |
| Copa Libertadores 1986            | No se clasificó       | No se clasificó       | No se clasificó       | No se clasificó       | No se clasificó       | No se clasificó       | No se clasificó       | No se clasificó                     |
| Copa Libertadores 1987            | No se clasificó       | No se clasificó       | No se clasificó       | No se clasificó       | No se clasificó       | No se clasificó       | No se clasificó       | No se clasificó                     |
| Copa Libertadores 1988            | No se clasificó       | No se clasificó       | No se clasificó       | No se clasificó       | No se clasificó       | No se clasificó       | No se clasificó       | No se clasificó                     |
| Copa Libertadores 1989            | No se clasificó       | No se clasificó       | No se clasificó       | No se clasificó       | No se clasificó       | No se clasificó       | No se clasificó       | No se clasificó                     |
| Copa Libertadores 1990            | No se clasificó       | No se clasificó       | No se clasificó       | No se clasificó       | No se clasificó       | No se clasificó       | No se clasificó       | No se clasificó                     |
| Copa Libertadores 1991            | No se clasificó       | No se clasificó       | No se clasificó       | No se clasificó       | No se clasificó       | No se clasificó       | No se clasificó       | No se clasificó                     |
| Copa Libertadores 1992            | No se clasificó       | No se clasificó       | No se clasificó       | No se clasificó       | No se clasificó       | No se clasificó       | No se clasificó       | No se clasificó                     |
| Copa Libertadores 1993            | No se clasificó       | No se clasificó       | No se clasificó       | No se clasificó       | No se clasificó       | No se clasificó       | No se clasificó       | No se clasificó                     |
| Copa Libertadores 1994            | No se clasificó       | No se clasificó       | No se clasificó       | No se clasificó       | No se clasificó       | No se clasificó       | No se clasificó       | No se clasificó                     |
| Copa Libertadores 1995            | No se clasificó       | No se clasificó       | No se clasificó       | No se clasificó       | No se clasificó       | No se clasificó       | No se clasificó       | No se clasificó                     |
| Copa Libertadores 1996            | No se clasificó       | No se clasificó       | No se clasificó       | No se clasificó       | No se clasificó       | No se clasificó       | No se clasificó       | No se clasificó                     |
| Copa Libertadores 1997            | No se clasificó       | No se clasificó       | No se clasificó       | No se clasificó       | No se clasificó       | No se clasificó       | No se clasificó       | No se clasificó                     |
| Copa Libertadores 1998            | No se clasificó       | No se clasificó       | No se clasificó       | No se clasificó       | No se clasificó       | No se clasificó       | No se clasificó       | No se clasificó                     |
| Copa Libertadores 1999            | No se clasificó       | No se clasificó       | No se clasificó       | No se clasificó       | No se clasificó       | No se clasificó       | No se clasificó       | No se clasificó                     |
| Copa Libertadores 2000            | No se clasificó       | No se clasificó       | No se clasificó       | No se clasificó       | No se clasificó       | No se clasificó       | No se clasificó       | No se clasificó                     |
| Copa Libertadores 2001            | No se clasificó       | No se clasificó       | No se clasificó       | No se clasificó       | No se clasificó       | No se clasificó       | No se clasificó       | No se clasificó                     |
| Copa Libertadores 2002            | No se clasificó       | No se clasificó       | No se clasificó       | No se clasificó       | No se clasificó       | No se clasificó       | No se clasificó       | No se clasificó                     |
| Copa Libertadores 2003            | No se clasificó       | No se clasificó       | No se clasificó       | No se clasificó       | No se clasificó       | No se clasificó       | No se clasificó       | No se clasificó                     |
| Copa Libertadores 2004            | No se clasificó       | No se clasificó       | No se clasificó       | No se clasificó       | No se clasificó       | No se clasificó       | No se clasificó       | No se clasificó                     |
| Copa Libertadores 2005            | No se clasificó       | No se clasificó       | No se clasificó       | No se clasificó       | No se clasificó       | No se clasificó       | No se clasificó       | No se clasificó                     |
| Copa Libertadores 2006            | No se clasificó       | No se clasificó       | No se clasificó       | No se clasificó       | No se clasificó       | No se clasificó       | No se clasificó       | No se clasificó                     |
| Copa Libertadores 2007            | No se clasificó       | No se clasificó       | No se clasificó       | No se clasificó       | No se clasificó       | No se clasificó       | No se clasificó       | No se clasificó                     |
| Copa Libertadores 2008            | No se clasificó       | No se clasificó       | No se clasificó       | No se clasificó       | No se clasificó       | No se clasificó       | No se clasificó       | No se clasificó                     |
| Copa Libertadores 2009            | No se clasificó       | No se clasificó       | No se clasificó       | No se clasificó       | No se clasificó       | No se clasificó       | No se clasificó       | No se clasificó                     |
| Copa Libertadores 2010            | No se clasificó       | No se clasificó       | No se clasificó       | No se clasificó       | No se clasificó       | No se clasificó       | No se clasificó       | No se clasificó                     |
| Copa Libertadores 2011            | No se clasificó       | No se clasificó       | No se clasificó       | No se clasificó       | No se clasificó       | No se clasificó       | No se clasificó       | No se clasificó                     |
| Copa Libertadores 2012            | No se clasificó       | No se clasificó       | No se clasificó       | No se clasificó       | No se clasificó       | No se clasificó       | No se clasificó       | No se clasificó                     |
| Copa Libertadores 2013            | No se clasificó       | No se clasificó       | No se clasificó       | No se clasificó       | No se clasificó       | No se clasificó       | No se clasificó       | No se clasificó                     |
| Copa Libertadores 2014            | Fase de grupos        | 6                     | 2                     | 2                     | 2                     | 10                    | 10                    | Daniel Angulo y Junior Sornoza: 4   |
| Copa Libertadores 2015            | Primera fase          | 2                     | 1                     | 0                     | 1                     | 1                     | 4                     | Mario Pineida: 1                    |
| Copa Libertadores 2016            | Subcampeón            | 16                    | 8                     | 3                     | 5                     | 20                    | 15                    | José Angulo y Junior Sornoza: 6     |
| Conmebol Libertadores 2017        | Segunda fase          | 4                     | 2                     | 1                     | 1                     | 5                     | 5                     | Michael Estrada y Gabriel Cortez: 2 |
| Conmebol Libertadores 2018        | Segunda fase          | 2                     | 0                     | 2                     | 0                     | 3                     | 3                     | Maximiliano Barreiro: 2             |
| Conmebol Libertadores 2019        | No se clasificó       | No se clasificó       | No se clasificó       | No se clasificó       | No se clasificó       | No se clasificó       | No se clasificó       | No se clasificó                     |
| Conmebol Libertadores 2020        | Octavos de final      | 8                     | 4                     | 2                     | 2                     | 14                    | 8                     | Gabriel Torres: 4                   |
| Conmebol Libertadores 2021        | Fase de grupos        | 10                    | 4                     | 2                     | 4                     | 18                    | 20                    | Christian Ortiz: 5                  |
| Conmebol Libertadores 2022        | Fase de grupos        | 6                     | 2                     | 2                     | 2                     | 9                     | 7                     | Junior Sornoza: 5                   |
| Conmebol Libertadores 2023        | Octavos de final      | 8                     | 4                     | 1                     | 3                     | 11                    | 7                     | Lautaro Díaz y Michael Hoyos: 3     |
| Conmebol Libertadores 2024        | Fase de grupos        | 6                     | 2                     | 1                     | 3                     | 8                     | 9                     | Lautaro Díaz: 3                     |
| Total                             |                       | 68                    | 29                    | 16                    | 23                    | 99                    | 88                    | Junior Sornoza: 19                  |

| Conmebol Sudamericana      | Conmebol Sudamericana   | Conmebol Sudamericana | Conmebol Sudamericana | Conmebol Sudamericana | Conmebol Sudamericana | Conmebol Sudamericana | Conmebol Sudamericana | Conmebol Sudamericana                         |
| Edición                    | Ronda                   | PJ                    | PG                    | PE                    | PP                    | GF                    | GC                    | Goleador                                      |
| -------------------------- | ----------------------- | --------------------- | --------------------- | --------------------- | --------------------- | --------------------- | --------------------- | --------------------------------------------- |
| Copa Sudamericana 2002     | No se clasificó         | No se clasificó       | No se clasificó       | No se clasificó       | No se clasificó       | No se clasificó       | No se clasificó       | No se clasificó                               |
| Copa Sudamericana 2003     | No se clasificó         | No se clasificó       | No se clasificó       | No se clasificó       | No se clasificó       | No se clasificó       | No se clasificó       | No se clasificó                               |
| Copa Sudamericana 2004     | No se clasificó         | No se clasificó       | No se clasificó       | No se clasificó       | No se clasificó       | No se clasificó       | No se clasificó       | No se clasificó                               |
| Copa Sudamericana 2005     | No se clasificó         | No se clasificó       | No se clasificó       | No se clasificó       | No se clasificó       | No se clasificó       | No se clasificó       | No se clasificó                               |
| Copa Sudamericana 2006     | No se clasificó         | No se clasificó       | No se clasificó       | No se clasificó       | No se clasificó       | No se clasificó       | No se clasificó       | No se clasificó                               |
| Copa Sudamericana 2007     | No se clasificó         | No se clasificó       | No se clasificó       | No se clasificó       | No se clasificó       | No se clasificó       | No se clasificó       | No se clasificó                               |
| Copa Sudamericana 2008     | No se clasificó         | No se clasificó       | No se clasificó       | No se clasificó       | No se clasificó       | No se clasificó       | No se clasificó       | No se clasificó                               |
| Copa Sudamericana 2009     | No se clasificó         | No se clasificó       | No se clasificó       | No se clasificó       | No se clasificó       | No se clasificó       | No se clasificó       | No se clasificó                               |
| Copa Sudamericana 2010     | No se clasificó         | No se clasificó       | No se clasificó       | No se clasificó       | No se clasificó       | No se clasificó       | No se clasificó       | No se clasificó                               |
| Copa Sudamericana 2011     | No se clasificó         | No se clasificó       | No se clasificó       | No se clasificó       | No se clasificó       | No se clasificó       | No se clasificó       | No se clasificó                               |
| Copa Sudamericana 2012     | No se clasificó         | No se clasificó       | No se clasificó       | No se clasificó       | No se clasificó       | No se clasificó       | No se clasificó       | No se clasificó                               |
| Copa Sudamericana 2013     | Segunda fase            | 4                     | 1                     | 2                     | 1                     | 4                     | 4                     | Fernando Guerrero: 2                          |
| Copa Sudamericana 2014     | Segunda fase            | 4                     | 2                     | 1                     | 1                     | 3                     | 4                     | Daniel Angulo, Armando Solís y Arturo Mina: 1 |
| Copa Sudamericana 2015     | No se clasificó         | No se clasificó       | No se clasificó       | No se clasificó       | No se clasificó       | No se clasificó       | No se clasificó       | No se clasificó                               |
| Copa Sudamericana 2016     | No se clasificó         | No se clasificó       | No se clasificó       | No se clasificó       | No se clasificó       | No se clasificó       | No se clasificó       | No se clasificó                               |
| Conmebol Sudamericana 2017 | No se clasificó         | No se clasificó       | No se clasificó       | No se clasificó       | No se clasificó       | No se clasificó       | No se clasificó       | No se clasificó                               |
| Conmebol Sudamericana 2018 | No se clasificó         | No se clasificó       | No se clasificó       | No se clasificó       | No se clasificó       | No se clasificó       | No se clasificó       | No se clasificó                               |
| Conmebol Sudamericana 2019 | Campeón                 | 11                    | 6                     | 2                     | 3                     | 20                    | 10                    | Alejandro Cabeza y Cristian Dájome: 4         |
| Conmebol Sudamericana 2020 | No se clasificó         | No se clasificó       | No se clasificó       | No se clasificó       | No se clasificó       | No se clasificó       | No se clasificó       | No se clasificó                               |
| Conmebol Sudamericana 2021 | Octavos de final        | 2                     | 0                     | 1                     | 1                     | 1                     | 3                     | Fernando Guerrero: 1                          |
| Conmebol Sudamericana 2022 | Campeón                 | 7                     | 6                     | 1                     | 0                     | 15                    | 2                     | Lautaro Díaz: 5                               |
| Conmebol Sudamericana 2023 | No se clasificó         | No se clasificó       | No se clasificó       | No se clasificó       | No se clasificó       | No se clasificó       | No se clasificó       | No se clasificó                               |
| Conmebol Sudamericana 2024 | Diecisesisavos de final | 2                     | 0                     | 1                     | 1                     | 0                     | 1                     | ND                                            |
| Total                      |                         | 30                    | 15                    | 8                     | 7                     | 43                    | 24                    | Lautaro Díaz: 5                               |

| Conmebol Recopa          | Conmebol Recopa | Conmebol Recopa | Conmebol Recopa | Conmebol Recopa | Conmebol Recopa | Conmebol Recopa | Conmebol Recopa | Conmebol Recopa                                        |
| Edición                  | Ronda           | PJ              | PG              | PE              | PP              | GF              | GC              | Goleador                                               |
| ------------------------ | --------------- | --------------- | --------------- | --------------- | --------------- | --------------- | --------------- | ------------------------------------------------------ |
| Recopa Sudamericana 1989 | No se clasificó | No se clasificó | No se clasificó | No se clasificó | No se clasificó | No se clasificó | No se clasificó | No se clasificó                                        |
| Recopa Sudamericana 1990 | No se clasificó | No se clasificó | No se clasificó | No se clasificó | No se clasificó | No se clasificó | No se clasificó | No se clasificó                                        |
| Recopa Sudamericana 1991 | No se clasificó | No se clasificó | No se clasificó | No se clasificó | No se clasificó | No se clasificó | No se clasificó | No se clasificó                                        |
| Recopa Sudamericana 1992 | No se clasificó | No se clasificó | No se clasificó | No se clasificó | No se clasificó | No se clasificó | No se clasificó | No se clasificó                                        |
| Recopa Sudamericana 1993 | No se clasificó | No se clasificó | No se clasificó | No se clasificó | No se clasificó | No se clasificó | No se clasificó | No se clasificó                                        |
| Recopa Sudamericana 1994 | No se clasificó | No se clasificó | No se clasificó | No se clasificó | No se clasificó | No se clasificó | No se clasificó | No se clasificó                                        |
| Recopa Sudamericana 1995 | No se clasificó | No se clasificó | No se clasificó | No se clasificó | No se clasificó | No se clasificó | No se clasificó | No se clasificó                                        |
| Recopa Sudamericana 1996 | No se clasificó | No se clasificó | No se clasificó | No se clasificó | No se clasificó | No se clasificó | No se clasificó | No se clasificó                                        |
| Recopa Sudamericana 1997 | No se clasificó | No se clasificó | No se clasificó | No se clasificó | No se clasificó | No se clasificó | No se clasificó | No se clasificó                                        |
| Recopa Sudamericana 1998 | No se clasificó | No se clasificó | No se clasificó | No se clasificó | No se clasificó | No se clasificó | No se clasificó | No se clasificó                                        |
| Recopa Sudamericana 2003 | No se clasificó | No se clasificó | No se clasificó | No se clasificó | No se clasificó | No se clasificó | No se clasificó | No se clasificó                                        |
| Recopa Sudamericana 2004 | No se clasificó | No se clasificó | No se clasificó | No se clasificó | No se clasificó | No se clasificó | No se clasificó | No se clasificó                                        |
| Recopa Sudamericana 2005 | No se clasificó | No se clasificó | No se clasificó | No se clasificó | No se clasificó | No se clasificó | No se clasificó | No se clasificó                                        |
| Recopa Sudamericana 2006 | No se clasificó | No se clasificó | No se clasificó | No se clasificó | No se clasificó | No se clasificó | No se clasificó | No se clasificó                                        |
| Recopa Sudamericana 2007 | No se clasificó | No se clasificó | No se clasificó | No se clasificó | No se clasificó | No se clasificó | No se clasificó | No se clasificó                                        |
| Recopa Sudamericana 2008 | No se clasificó | No se clasificó | No se clasificó | No se clasificó | No se clasificó | No se clasificó | No se clasificó | No se clasificó                                        |
| Recopa Sudamericana 2009 | No se clasificó | No se clasificó | No se clasificó | No se clasificó | No se clasificó | No se clasificó | No se clasificó | No se clasificó                                        |
| Recopa Sudamericana 2010 | No se clasificó | No se clasificó | No se clasificó | No se clasificó | No se clasificó | No se clasificó | No se clasificó | No se clasificó                                        |
| Recopa Sudamericana 2011 | No se clasificó | No se clasificó | No se clasificó | No se clasificó | No se clasificó | No se clasificó | No se clasificó | No se clasificó                                        |
| Recopa Sudamericana 2012 | No se clasificó | No se clasificó | No se clasificó | No se clasificó | No se clasificó | No se clasificó | No se clasificó | No se clasificó                                        |
| Recopa Sudamericana 2013 | No se clasificó | No se clasificó | No se clasificó | No se clasificó | No se clasificó | No se clasificó | No se clasificó | No se clasificó                                        |
| Recopa Sudamericana 2014 | No se clasificó | No se clasificó | No se clasificó | No se clasificó | No se clasificó | No se clasificó | No se clasificó | No se clasificó                                        |
| Recopa Sudamericana 2015 | No se clasificó | No se clasificó | No se clasificó | No se clasificó | No se clasificó | No se clasificó | No se clasificó | No se clasificó                                        |
| Recopa Sudamericana 2016 | No se clasificó | No se clasificó | No se clasificó | No se clasificó | No se clasificó | No se clasificó | No se clasificó | No se clasificó                                        |
| Recopa Sudamericana 2017 | No se clasificó | No se clasificó | No se clasificó | No se clasificó | No se clasificó | No se clasificó | No se clasificó | No se clasificó                                        |
| Recopa Sudamericana 2018 | No se clasificó | No se clasificó | No se clasificó | No se clasificó | No se clasificó | No se clasificó | No se clasificó | No se clasificó                                        |
| Recopa Sudamericana 2019 | No se clasificó | No se clasificó | No se clasificó | No se clasificó | No se clasificó | No se clasificó | No se clasificó | No se clasificó                                        |
| Recopa Sudamericana 2020 | Subcampeón      | 2               | 0               | 1               | 1               | 2               | 5               | Cristian Pellerano: 1 Jacob Murillo: 1                 |
| Recopa Sudamericana 2021 | No se clasificó | No se clasificó | No se clasificó | No se clasificó | No se clasificó | No se clasificó | No se clasificó | No se clasificó                                        |
| Recopa Sudamericana 2022 | No se clasificó | No se clasificó | No se clasificó | No se clasificó | No se clasificó | No se clasificó | No se clasificó | No se clasificó                                        |
| Recopa Sudamericana 2023 | Campeón         | 2               | 1               | 0               | 1               | 1               | 1               | Mateo Carabajal: 1                                     |
| Recopa Sudamericana 2024 | No se clasificó | No se clasificó | No se clasificó | No se clasificó | No se clasificó | No se clasificó | No se clasificó | No se clasificó                                        |
| Total                    |                 | 4               | 1               | 1               | 2               | 3               | 6               | Cristian Pellerano, Jacob Murillo y Mateo Carabajal: 1 |

### Resumen estadístico
- Última actualización: 11 de marzo de 2025.

| Competición                      | Part | PJ  | PG  | PE  | PP  | GF  | GC  | Dif. | Pts. | Mejor resultado |
| -------------------------------- | ---- | --- | --- | --- | --- | --- | --- | ---- | ---- | --------------- |
| Torneos nacionales               |      |     |     |     |     |     |     |      |      |                 |
| Campeonato Ecuatoriano de Fútbol | 11   | 460 | 198 | 113 | 149 | 678 | 554 | +124 | 707  | Campeón         |
| Copa Ecuador                     | 2    | 12  | 7   | 4   | 1   | 21  | 11  | +10  | 22   | Campeón         |
| Supercopa de Ecuador             | 1    | 1   | 1   | 0   | 0   | 3   | 0   | +3   | 3    | Campeón         |
| Torneos internacionales          |      |     |     |     |     |     |     |      |      |                 |
| Copa Libertadores                | 11   | 68  | 29  | 16  | 23  | 99  | 88  | +11  | 103  | Subcampeón      |
| Copa Sudamericana                | 6    | 30  | 15  | 8   | 7   | 43  | 24  | +19  | 53   | Campeón         |
| Recopa Sudamericana              | 2    | 4   | 1   | 1   | 2   | 3   | 6   | –3   | 4    | Campeón         |
| Total                            | 26   | 546 | 237 | 136 | 173 | 807 | 657 | +147 | 844  | 5 títulos       |

## Plantilla

### Plantilla Profesional 2025
- Los equipos ecuatorianos están limitados por la FEF a tener en su plantilla de primera división un cupo máximo de ocho futbolistas extranjeros.

### Fichajes: Primer Semestre 2025
| Altas             |          |                      |                 |
| Jugador           | Posición | Procedencia          | Tipo            |
| Layan Loor        | DEF      | Universidad Católica | Transferencia   |
| Óscar Quiñónez    | DEF      | Orense               | Préstamo        |
| Gustavo Cortez    | DEF      | Emelec               | Fin de cesión   |
| Jhegson Méndez    | MED      | São Paulo            | Libre           |
| Jordy Alcívar     | MED      | León                 | Fin de cesión   |
| Arón Rodríguez    | DEL      | Universidad Católica | Transferencia   |
| Claudio Spinelli  | DEL      | Defensor Sporting    | Transferencia   |
| Bajas             |          |                      |                 |
| Jugador           | Posición | Destino              | Tipo            |
| Alexis Villa      | POR      | Liga de Quito        | Fin de contrato |
| Joan López        | POR      | Vinotinto Ecuador    | Fin de contrato |
| Joaquín Pombo     | DEF      | Banfield             | Préstamo        |
| Anthony Landázuri | DEF      | Bandera de ?         | Fin de contrato |
| Beder Caicedo     | DEF      | Orense               | Fin de contrato |
| Yaimar Medina     | MED      | K. R. C. Genk        | Transferencia   |
| Joao Ortiz        | MED      | Portland Timbers     | Traspaso        |

### Entrenadores campeones
| N.° | Entrenador           | Período   | Títulos                                                                                     |
| --- | -------------------- | --------- | ------------------------------------------------------------------------------------------- |
| 1   | Nelson Brito         | 2007-2008 | Segunda Categoría de Ecuador 2007                                                           |
| 2   | Janio Pinto          | 2008-2009 | Serie B 2009                                                                                |
| 3   | Miguel Ángel Ramírez | 2019-2020 | Copa Sudamericana 2019                                                                      |
| 4   | Renato Paiva         | 2021      | Serie A 2021                                                                                |
| 5   | Martín Anselmi       | 2022      | Copa Sudamericana 2022 Copa Ecuador 2022 Supercopa de Ecuador 2023 Recopa Sudamericana 2023 |

### Máximos goleadores
| N.° | Jugador             | Temporada            | Goles |
| --- | ------------------- | -------------------- | ----- |
| 1   | Junior Sornoza      | 2011-2016, 2021- act | 97    |
| 2   | Daniel Angulo       | 2012-2015            | 49    |
| 3   | Narciso Mina        | 2011                 | 28    |
| 4   | Lorenzo Faravelli   | 2020-2023            | 26    |
| 5   | José Enrique Angulo | 2015-2017            | 24    |

Actualizado hasta 11/08/2025

### Goleadores en Campeonato Ecuatoriano de Fútbol
| N.° | Jugador        | Temporada | Goles | Asis |
| --- | -------------- | --------- | ----- | ---- |
| 1   | Narciso Mina   | 2011      | 28    | 0    |
| 2   | Jonatan Bauman | 2021      | 26    | 6    |

### Convocados a selecciones nacionales

#### Copa Mundial de Fútbol
| N.° | Jugador        | Selección | Mundial    |
| --- | -------------- | --------- | ---------- |
| 1   | Moisés Ramírez | Ecuador   | Catar 2022 |

### Últimos entrenadores
| Entrenador           | Período         |
| -------------------- | --------------- |
| Nelson Brito         | 2007-2008       |
| Marcelo Capirossi    | 2008            |
| Daniel Silguero      | 2008            |
| Janio Pinto          | 2008-2009       |
| Guillermo Duró       | 2010            |
| Julio Daniel Asad    | 2010-2011       |
| Jaime Baldeón        | 2011            |
| Carlos Sevilla       | 2011-2012       |
| Pablo Repetto        | 2012-2016       |
| Alexis Mendoza       | 2016-2017       |
| Gabriel Schürrer     | 2018            |
| Ismael Rescalvo      | 2018-2019       |
| Yuri Solano          | 2019            |
| Miguel Ángel Ramírez | 2019-2020       |
| Renato Paiva         | 2021-2022       |
| Martín Anselmi       | 2022-2023       |
| Javier Gandolfi      | 2023-2024       |
| Javier Rabanal       | 2024-Actualidad |

### Dirección técnica actual
Cuerpo técnico y directivos del Independiente Medellín en la temporada 2023-II.
| Dirección técnica actual | Dirección técnica actual | Dirección técnica actual | Dirección técnica actual |
| ------------------------ | ------------------------ | ------------------------ | ------------------------ |
| Director técnico:        | Javier Gandolfi          | Presidente:              | Daniel Ossa Giraldo      |
| Asistente Técnico 1:     | Francisco Nájera         | Gerente Deportivo:       | Federico Spada           |
| Asistente Técnico 2:     | Roberto Carlos Cortés    | Delegado 1:              | Vacante                  |
| Preparador Físico 1:     | Ignacio Berriel          | Delegado 2:              | Vacante                  |
| Preparador Físico 2:     | Nicolás Ramírez          | Nutricionista:           | Natalia Ceballos         |
| Preparador de Arqueros:  | Jaime Bran               | Médico 1:                | Sergio Londoño           |
| Divisiones Menores 1:    | Sebastián Botero         | Médico 2:                | Édgar Méndez             |
| Divisiones Menores 2:    | Vacante                  | Kinesiólogo 1:           | Juan Metrio              |
| Divisiones Menores 3:    | Vacante                  | Kinesiólogo 2:           | Juan Medina              |

### Cuerpo técnico
| Cuerpo técnico |
| --- |
| - Director técnico: Javier Gandolfi - Entrenador adjunto: Cristian Pellerano - Preparador físico: Diego Bottaioli - Entrenador de porteros: - Videoanalista: - Médico(s): Wendy Montiel - Fisioterapeuta(s): Paolo Toala - Utilero(s): Francisco Alcocer y Mario Alcocer |

### Directiva
- Presidente: Franklin Tello
- 1.er vicepresidente: Munir Abedrabbo
- 2.º vicepresidente: Michel Deller
- Secretario: Francisco Medrano
- Gerente: Santiago Morales
- 1.er director principal: José Baum
- 2.° director principal: Luis Roggiero
- 3.er director principal: Juan Carlos Serrano
- 4.° director principal: Moris Gutt

## Palmarés

### Torneos nacionales (3)
| Competición Nacional             | Títulos | Subcampeonatos    |
| -------------------------------- | ------- | ----------------- |
| Serie A de Ecuador (1/3)         | 2021.   | 2013, 2023, 2024. |
| Copa Ecuador (1/1)               | 2022.   | 2024.             |
| Supercopa de Ecuador (1)         | 2023.   |                   |
| Serie B de Ecuador (1)           | 2009.   |                   |
| Segunda Categoría de Ecuador (1) | 2007.   |                   |

### Torneos internacionales (3)
| Competición Internacional   | Títulos     | Subcampeonatos |
| --------------------------- | ----------- | -------------- |
| Conmebol Libertadores (0/1) |             | 2016.          |
| Conmebol Sudamericana (2/0) | 2019, 2022. |                |
| Conmebol Recopa (1/1)       | 2023.       | 2020.          |

### Torneos internacionales juveniles (1)
| Competición Internacional           | Títulos | Subcampeonatos    |
| ----------------------------------- | ------- | ----------------- |
| Conmebol Libertadores Sub-20 (1/3): | 2020.   | 2018, 2022, 2023. |

### Torneos provinciales
| Competición                          | Títulos     | Subcampeonatos |
| ------------------------------------ | ----------- | -------------- |
| Profesional                          |             |                |
| Segunda Categoría de Pichincha (2/1) | 1997, 2007. | 1984.          |
| Amateur                              |             |                |
| Copa Pichincha (2)                   | 1978, 1995. |                |

### Torneos juveniles
| Competición                           | Títulos                                                     |
| ------------------------------------- | ----------------------------------------------------------- |
| Campeonato de Reservas de Ecuador (4) | 2012, 2013, 2015, 2017.                                     |
| Campeonato Ecuatoriano Sub-19 (2)     | 2022, 2024.                                                 |
| Campeonato Ecuatoriano Sub-18 (10)    | 2010, 2011, 2012, 2013, 2014, 2015, 2016, 2017, 2018, 2019. |
| Campeonato Ecuatoriano Sub-16 (9)     | 2009, 2010, 2011, 2012, 2013, 2014, 2015, 2016, 2017.       |
| Campeonato Ecuatoriano Sub-14 (1)     | 2015.                                                       |
| Campeonato Ecuatoriano Sub-12 (1)     | 2012.                                                       |

## Secciones

### Independiente Juniors
Es el equipo filial, anteriormente denominado, Club Deportivo Alianza Cotopaxi. Está afiliado a la Asociación de Fútbol No Amateur de Pichincha (AFNA). Desde 2019 se encuentra en la Serie B luego de campeonar en el torneo de Segunda Categoría.

### Independiente JFA
Es el segundo equipo filial, surgió como una extension de las escuelas de fútbol del Independiente del Valle JFA, está afiliado a la Asociación de Fútbol No Amateur de Pichincha (AFNA). Desde 2024 se encuentra en la Segunda Categoría de Pichincha.

### Formativas
Desde 2009 ha mantenido una hegemonía en la mayor parte de las categorías interiores, particularmente con la Sub-18 logrando conseguir 10 títulos nacionales y representando al Ecuador en todas las ediciones de la Libertadores Sub-20 y consiguiendo el título en el 2020, además de ser subcampeón en el 2018 y 2022.
Además, Independiente del Valle es el anfitrión de la Copa Mitad del Mundo, la competición amistosa de fútbol juvenil más importante de la región, que reúne a las mejores canteras del continente.

### Dragonas IDV
Las Dragonas IDV son la sección de fútbol femenino de Independiente del Valle en asociación con el centro de Gestión Deportivo de la Universidad San Francisco de Quito desde el 2019 con motivo de la naciente Súperliga Femenina de Ecuador.

## Afiliados

### Copropiedad
Al igual que Independiente del Valle, los siguientes clubes son propiedad de Michel Deller, por medio de sus grupos inversores.

#### C. D. Numancia
Desde 2021, Independiente del Valle adquirió un 10 por ciento adicional del accionariado del Numancia perteneciente a la Segunda División B de España.

#### Atlético Huila
En 2023, el Grupo Independiente adquirió al Atlético Huila, club colombiano que actualmente juega en la Categoría Primera B de dicho país, haciéndose con el 95% de las acciones del equipo opita, donde agregaran jugadores que busquen salida, pero no a Europa.[cita requerida]

## Área social y dimensión sociocultural

### Afición
Al ser un club relativamente nuevo en primera categoría no cuenta todavía con una hinchada numerosa, a pesar de ello se pueden identificar a un grupo que resulta de su condición como un club de amigos, siendo representado por las familias Santamaría y Lara. Un segundo grupo ha visto en la institución, un proyecto con el que se siente identificados y representan la población a la cual se intenta captar como los nuevos aficionados, conformado por niños y adolescentes.

### Compromiso social
Independiente tiene como misión contribuir al bienestar de la sociedad a través del desarrollo integral de sus futbolistas. 
En el 2016, donó la totalidad de las taquillas recaudadas a partir de octavos de final de Libertadores para ayudar a los afectados por el terremoto del 16 de abril. Para ello realizó una alianza estratégica con el Programa de Naciones Unidas para el Desarrollo llevando a cabo los proyectos En Marcha, Impulsando tu negocio y Creciendo con su negocio en las provincias de Manabí y Esmeraldas.
Coopera con las Olimpiadas Especiales facilitando sus instalaciones y el asesoramiento con entrenadores e instructores de club. Es embajador de la organización, siendo además el único club en el mundo que tiene el logo de las Olimpiadas en su camiseta. Contribuye asimismo con el programa HeForShe de la ONU para promover la igualdad de género.